# Pokrovka, Krînîcikî
Pokrovka (în ucraineană Покровка) este localitatea de reședință a comunei Pokrovka din raionul Krînîcikî, regiunea Dnipropetrovsk, Ucraina.

## Demografie
Componența lingvistică a localității Pokrovka
     Ucraineană (96,22%)
     Rusă (1,89%)
     Belarusă (1,32%)
Conform recensământului din 2001, majoritatea populației localității Pokrovka era vorbitoare de ucraineană (96,22%), existând în minoritate și vorbitori de rusă (1,89%) și belarusă (1,32%).